# Mason Stajduhar
Mason Stajduhar (Salem, Massachusetts, Estados Unidos, 2 de diciembre de 1997) es un futbolista estadounidense que juega como portero en el Real Salt Lake City de la Major League Soccer.

## Trayectoria

### Orlando City
El 9 de noviembre de 2015, el Orlando City anunció el fichaje de Stajduhar con un contrato de la cantera. Se convirtió en el cuarto jugador de la cantera del club. Antes de su fichaje, Stajduhar había formado parte del Programa de la Academia de Desarrollo de U.S. Soccer del club y fue incluido en el Mejor Once de la Conferencia Este de la USSDA para menores de 18 años.
Stajduhar fue cedido al equipo de la USL Louisville City el 30 de abril de 2016, pero no apareció por el club.
Stajduhar fue cedido de nuevo el 15 de marzo de 2019 al equipo Tulsa Roughnecks de la USL Championship para su temporada 2019. Debutó como profesional el 29 de marzo en una victoria por 2-1 sobre los RGV FC Toros. Fue llamado brevemente por Orlando City el 24 de junio debido a la participación de Greg Ranjitsingh en la Copa de Oro de la Concacaf 2019 y a una lesión de Adam Grinwis antes de regresar a Tulsa en julio. En julio de 2019, Stajduhar fue seleccionado para participar en el MLS Homegrown Game. Al haber declinado su opción de contrato original al final de la temporada, Stajduhar renegoció un nuevo acuerdo de un año con Orlando de cara a la temporada 2020.
El 14 de diciembre de 2020, se anunció que Stajduhar había fichado por el New York City en calidad de cedido como portero suplente de emergencia con el equipo compitiendo en la fase final de la Liga de Campeones de la Concacaf 2020 que se celebraba en el Exploria Stadium de Orlando. Al titular Sean Johnson no se le permitió viajar después de que se dictaminara un contacto cercano con alguien que dio positivo por COVID-19, mientras que el suplente Brad Stuver dejó el club al expirar su contrato ese mes. Stajduhar fue un suplente no utilizado detrás del habitual tercer portero Luis Barraza en la derrota del New York City por 4-0 ante Tigres.
El 30 de julio de 2021, 2090 días después de firmar su primer contrato con el club mayor, Stajduhar debutó con el Orlando City, siendo titular en un partido de la MLS contra el Atlanta United. Se le atribuyó una parada durante el partido, pero recibió un gol de Josef Martínez en los primeros 47 segundos y un golazo de larga distancia de Marcelino Moreno durante la remontada de Orlando por 3-2.

## Selección nacional
Stajduhar ha representado a Estados Unidos en las categorías sub-18 y sub-20. En 2015, Stajduhar se unió a la selección sub-20 para un torneo internacional en Alemania.

## Vida personal
El 18 de noviembre de 2017, se anunció que Stajduhar había sido diagnosticado con sarcoma de Ewing localizado, una forma de cáncer de hueso, y había comenzado a someterse a quimioterapia. Los médicos del equipo encontraron una lesión cancerosa durante un examen de rutina. Tras seguir entrenando durante su tratamiento, Stajduhar completó su quimioterapia y volvió a jugar al completo con el Orlando City el 20 de junio de 2018.